# O mică înnorare
O mică înnorare este o nuvelă scrisă de James Joyce, făcând partea din colecția de nuvele Oameni din Dublin.